# Église russe de Baden-Baden
Pour les articles homonymes, voir Église de la Transfiguration.
L'église de la Transfiguration-du-Seigneur est une église russe orthodoxe située à Baden-Baden dans le Bade-Wurtemberg.

## Histoire
La colonie aristocratique russe qui passait ses villégiatures à Baden-Baden suivait les offices dans des maisons privées et décida en 1855 de réunir des fonds pour la construction d'une église. La princesse de Bade, née duchesse Marie Maximilianovna de Leuchtenberg, (petite-fille de l'empereur Nicolas Ier de Russie) prit la tête du comité en 1880 et la ville donna un terrain l'année suivante. L'architecte pétersbourgeois Ivan Strom fut à l'origine du projet, inspiré des églises de Russie septentrionale. La première pierre fut bénite, avec de la terre de Russie, et l'église consacrée le 28 octobre 1882. La mosaïque au-dessus de l'entrée est l'œuvre du prince Grigor Gagarine.
La crypte abrite le sarcophage de la princesse Marie Maximilianovna de Leuchtenberg (1841-1914). La princesse Tatiana Gagarine est inhumée à proximité. 
La paroisse appartient à l'Église orthodoxe russe hors frontières qui a retrouvé l'unité canonique avec le Patriarcat de Moscou en 2007.